# Eratsun
Eratsun  (en espagnol Erasun) est une ville et une municipalité dans la province de la Navarre ou Communauté Forale de Navarre dans le Nord de l'Espagne.
Elle est située dans la zone bascophone de la province où la langue basque est coofficielle avec l'espagnol et à 62 km de sa capitale, Pampelune. Le secrétaire de mairie est aussi celui d'Ezkurra et Saldias.

## Division linguistique
En 2011, 92,8% de la population d'Eratsun avait le basque comme langue maternelle. La population totale située dans la zone bascophone en 2018, comprenant 64 municipalités dont Eratsun, était bilingue à 60.8%, à cela s'ajoute 10.7% de bilingues réceptifs.

### Droit
En accord avec Loi forale 18/1986 du 15 décembre sur le basque, la Navarre est linguistiquement divisée en trois zones. Cette municipalité fait partie de la zone bascophone où l'utilisation du basque y est majoritaire. Le basque et le castillan sont utilisés dans l'administration publique, les médias, les manifestations culturelles et en éducation cependant l'usage courant du basque y est majoritaire et encouragé le plus souvent.

## Personnalités
- Juan Ignacio Retegui, connu sous le pseudo Retegi I (1943): pelotari.
- Julián Retegui, connu sous le pseudo Retegi II (1954): pelotari.

### Sources
- (es) Cet article est partiellement ou en totalité issu de l’article de Wikipédia en espagnol intitulé « Erasun » (voir la liste des auteurs).